# Copalis Crossing
Copalis Crossing az Amerikai Egyesült Államok északnyugati részén, Washington állam Grays Harbor megyéjében elhelyezkedő önkormányzat nélküli település.
Copalis Crossing postahivatala 1927 óta működik.